# 義大利歐雅魚
路庫瑪雅羅魚（学名：Squalius lucumonis）为輻鰭魚綱鯉形目雅羅魚科的其中一種，被IUCN列為瀕危保育類動物，分布於歐洲義大利Serchio、Ombrone、Arno和Tevere河流域，為特有種，體長可達16公分，棲息在低平原上的水流，以無脊椎動物為食，受汙染及外來種的威脅。